# Fertilizante
Fertilizantes ou adubos (sintéticos ou orgânicos) são qualquer tipo de substância aplicada ao solo ou tecidos vegetais (geralmente as folhas) para prover um ou mais nutrientes essenciais ao crescimento das plantas. São aplicados na agricultura com o intuito de melhorar a produção.
É comum referir-se aos fertilizantes como "adubo sintético" e, simplesmente "adubo", ou esterco animal para fertilizantes de origem orgânica.
As plantas necessitam de diversos elementos químicos:
- Macronutrientes:
  - Carbono, hidrogênio, oxigênio, nitrogênio, fósforo, enxofre, cálcio, magnésio e potássio;

- Micronutrientes:
  - Boro, cobalto, cobre, ferro, manganês, molibdênio e zinco.

Alguns desses elementos estão fartamente disponíveis no meio ambiente do nosso planeta e são diretamente assimiláveis pelas plantas, como carbono, hidrogênio e oxigênio. Outros como nitrogênio, apesar de fartamente disponível na atmosfera, não são diretamente absorvíveis pelas plantas, ou o processo de absorção é muito lento face à demanda produtiva. Aos elementos necessários e que são normalmente adicionados pelos agricultores a suas plantações para suprir essas deficiências e aumentar a produtividade, chamamos adubo.
Podem ser aplicados através das folhas mediante pulverização manual ou mecanizada, chamada de adubação foliar, via irrigação ou através do solo.
Antes de se aplicar qualquer tipo de fertilizante ou corretivo de solo, deve-se antes fazer uma análise química do solo e em seguida encaminhá-la a um engenheiro agrônomo, engenheiro florestal, técnico florestal ou técnico agrícola, para que, dessa forma, não haja desperdícios e compras desnecessárias, ou ainda uso incorreto dos fertilizantes podendo acarretar perdas na produtividade com o uso desbalanceado dos nutrientes (o excesso de um nutriente e a falta de outro pode deixar a planta muito suscetível a doenças).
Os fertilizantes, não obstante o seu mérito na agricultura, podem causar poluição de solos e cursos de água.

## Classificação
Adubos minerais: São extraídos de minas e transformados em indústrias químicas. São diretamente assimilados pelas plantas ou sofrem apenas pequenas transformações no solo para serem absorvidos. Podem conter apenas um elemento ou mais de um. Os principais elementos fertilizantes são: nitrogênio, fósforo e potássio. Existem também os micronutrientes como bórax, sulfato de zinco dentre outros que podem ser agregados nos fertilizantes.
- Adubos nitrogenados;
- Adubos fosfatados;
- Adubos potássicos;
- Adubos mistos – contém mais de um elemento nutritivo predominante (nitrogênio, fósforo e potássio);
- Adubos calcários (ou corretivos).

Fertilizantes orgânicos: São resíduos animais ou vegetais, sendo de ação mais lenta que os minerais, visto que necessitam transformações maiores (serem desmontados em compostos inorgânicos) antes de serem utilizados pelos vegetais. Promove o desenvolvimento da flora microbiana e por consequência melhoram as condições físicas do solo; assim, a presença de matéria orgânica acelera a atuação dos adubos químicos.
- Esterco de curral – para melhor aproveitamento dos fertilizantes contidos nesse adubo, faz-se necessário que o adubo seja curtido, geralmente por trinta dias sob condições especiais. O nitrogênio (N) não ultrapassa 1% da composição exceto no esterco de galinha, onde pode atingir 1,5% a 2%.
- Resíduos de matadouros – são ossos, sangue seco ou farinha de sangue (extraído os ossos e gordura em tanques a pressão), chifres e cascos. Esses dois últimos de difícil assimilação.
- Resíduos oleaginosos – são subprodutos da indústria de óleos.
- Vinhaça – são subprodutos das usinas após a destilação do álcool. Apesar de ser solução ácida, produz efeito alcalinizante.
- Resíduo de filtro prensa – é subproduto da usina de açúcar.
- Adubo verde – São cultivos que se praticam para serem enterrados no solo. Geralmente leguminosas de enraizamento mais profundo. Num solo sem fertilidade pelo uso excessivo e muito afetado pela erosão, às vezes, só pega no segundo ano, assim é recomendado, nesses casos, sementes inoculadas com bactérias fixadoras de nitrogênio. Alguns cultivos praticados: feijão de porco, feijão guandu, mucuna, feijão baiano e soja.

## Alguns adubos

### Potássicos
- Silvina -  :{\displaystyle KCl}, uma forma cristalina do sal gema, que é processado para formar 63% de peróxido de potássio;
- carnalita -  :{\displaystyle KMgCl_{3}6(H_{2}0)} serve para a formação de 63% de peróxido de potássio;
- Cloreto de potássio -   58% de {\displaystyle K_{2}O};
- Sulfato de potássio – 48% de {\displaystyle K_{2}O};
- Sulfato de potássio e magnésio  - 18% de {\displaystyle K_{2}O} e 4,5% de {\displaystyle Mg};
- Nitrato de potássio – 44% de {\displaystyle K_{2}O} e 13% de {\displaystyle N}.

### Nitrogenados
- Salitre do Chile – Principal composto: nitrato de potássio;[4]
- Salitre potássico – Principais compostos: nitrato de sódio e nitrato de potássio;
- Sulfato de amônio – 20% de nitrogênio na forma amoniacal, tende a alcalinizar o solo;
- Nitrato de amônio – 35% de nitrogênio sendo metade na forma amoniacal e metade em forma nítrica. Tem apenas metade da acidez do sulfato de amônia, contudo é ácido;
- Nitrato de cálcio – Principais elementos: nitrogênio e cálcio. O nitrogênio encontra-se na forma nítrica. É adubo neutro;
- Nitrato de sódio sintético – Reproduzido artificialmente, tem características semelhante ao salitre do Chile, contudo sem os micronutrientes;
- Ureia – 45% de nitrogênio. Como sofre transformações antes de chegar ao estado nítrico, tem acção lenta, contudo é resistente a lixiviação, e é usado preferencialmente no plantio. Como tem efeito acidificante, é necessário também o carbonato.

### Fosfatados
- Fosfatados minerais - Encontrado em jazidas, são conhecidas por apatitas, fosforitas, cuprolita, dependendo da natureza;[1][5]
- Fosforita de olinda - Fosfato natural de origem orgânica;
- Ossos moídos;
- Guanos;
- Superfosfato simples - São fosfatados monocálcicos;
- Superfosfato duplo ou triplo;
- Fosfatos precipitados - São fosfatados bicálcico, advindo de fosfatados tricálcico pelo tratamento com ácido clorídrico e adicionado leite de cal;
- Escória de Thomas - Subproduto da indústria de ferro;
- Serranofosfato.

## Produção
Com o avanço tecnológico alcançado pelo processo de Haber e Processo Ostwald, sendo este ultimo, solucionou a fixação do nitrogênio na amônia e ácido nítrico, o fato chave para o desenvolvimento da produção de fertilizantes e explosivos. As fontes que originaram a utilização do nitrogênio para a produção de fertilizantes foram o guano e o salitre do Chile {\displaystyle (KNO_{3})}.
- Os principais fertilizantes nitrogenados sintéticos são derivados da amônia anidra, [1]

{\displaystyle {\text{Primeira Fase -- Síntese de Haber-Bosch}}}
{\displaystyle {\begin{aligned}{\mbox{Nitrogênio do ar + Hidrogênio da nafta}}{\xrightarrow[{\mbox{alta Temperatura}}]{\mbox{Catalisador}}}{\mbox{amônia anidra}}\end{aligned}}}
{\displaystyle {\text{Segunda Fase}}}
{\displaystyle \operatorname {\mbox{Amônia anidra}} {\begin{cases}{\mbox{ +          Calor  }}{\overrightarrow {\mbox{Oxidação}}}&{\mbox{ácido nítrico -- Processo Ostwald}}\\{\mbox{ +  Ácido nítrico  }}\longrightarrow &{\mbox{Nitrato de amônio}}\\{\mbox{ + Gás Carbônico   }}\longrightarrow &{\mbox{Ureia}}\\{\mbox{ + Ácido sulfúrico }}\longrightarrow &{\mbox{Sulfato de amônio}}\end{cases}}}
{\displaystyle {\text{Terceira Fase}}}
{\displaystyle \operatorname {\mbox{Nitrato de amônio}} {\begin{cases}{\mbox{ + Calcário  }}\longrightarrow &{\mbox{Nitrocálcio}}\\{\mbox{ + Gesso }}\longrightarrow &{\mbox{Sulfonitrato de cálcio}}\end{cases}}}
- Exceto o termofosfato, os demais fertilizantes fosfatados necessitam de ácido sulfúrico para serem produzidos

{\displaystyle {\begin{aligned}{\mbox{Rocha fosfatada}}+{\mbox{Ácido sulfúrico}}\longrightarrow {\mbox{ Superfosfato simples}}\\{\mbox{Rocha fosfatada}}[{\mbox{Apatita}}]+{\mbox{Ácido sulfúrico}}{\xrightarrow[{\mbox{Subproduto}}]{\mbox{Gesso}}}{\mbox{Ácido fosfórico}}\end{aligned}}}
{\displaystyle \operatorname {\mbox{Ácido fosfórico}} {\begin{cases}{\mbox{ + Rocha Fosfatada }}\longrightarrow &{\mbox{Superfosfato triplo}}\\{\mbox{ + Amônia anidra }}\longrightarrow &{\mbox{Diamônio fosfato ou Monoamônio fosfato}}\end{cases}}}
{\displaystyle {\begin{aligned}{\mbox{Rocha fosfatada}}[{\mbox{Serpentina ou olivina}}]+{\mbox{Ácido sulfúrico}}&{\overrightarrow {\mbox{Fusão a alta Temperatura}}}&{\mbox{Termofosfato}}\end{aligned}}} 

## Acidez ou alcalinidade
Os adubos podem provocar acidez ou alcalinidade no solo. A mistura de alguns fertilizantes é conveniente, dependendo do tipo de solo, do seu pH e do que se cultivará.
- Ácidos - Nitrato de amônia, ureia, sulfato de amônia, fosfato de amônia, amônia anidra e sangue seco;
- Alcalinos – Nitrato de sódio do Chile, calcário dolomítico, nitrato de cal, cianamida, nitrato chileno potássico;
- Neutros – nitrocal, superfosfato, cloreto de potássio.

## Antes de fertilizar
Deve-se determinar a qualidade do terreno. Um modo simples de determinar a fertilidade de um solo é pela análise de solo que determinará as disponibilidades dos nutrientes para as culturas. De posse dos resultados é possível determinar quais os nutrientes necessários para uma determinada cultura.
Uma forma corriqueira de determinar a fertilidade é estabelecer a Relação {\displaystyle {\frac {\text{Carbono}}{\text{Nitrogênio}}}} no solo, que determinará as disponibilidades de nitrato disponíveis para as culturas, bem como indica o estado de decomposição de matéria orgânica na terra.
Os microrganismos, ao decomporem a matéria orgânica no solo, se nutrem de nitratos. Quando a Relação {\displaystyle {\frac {\text{C}}{\text{N}}}} é maior que 30, as bactérias fazem muito uso do nitrato disponível no solo, empobrecendo-o. Nesse caso deve-se fertilizar agregando nitratos. Entretanto alguns cultivos suportam Relação {\displaystyle {\frac {\text{C}}{\text{N}}}} menores.